# Ambilight

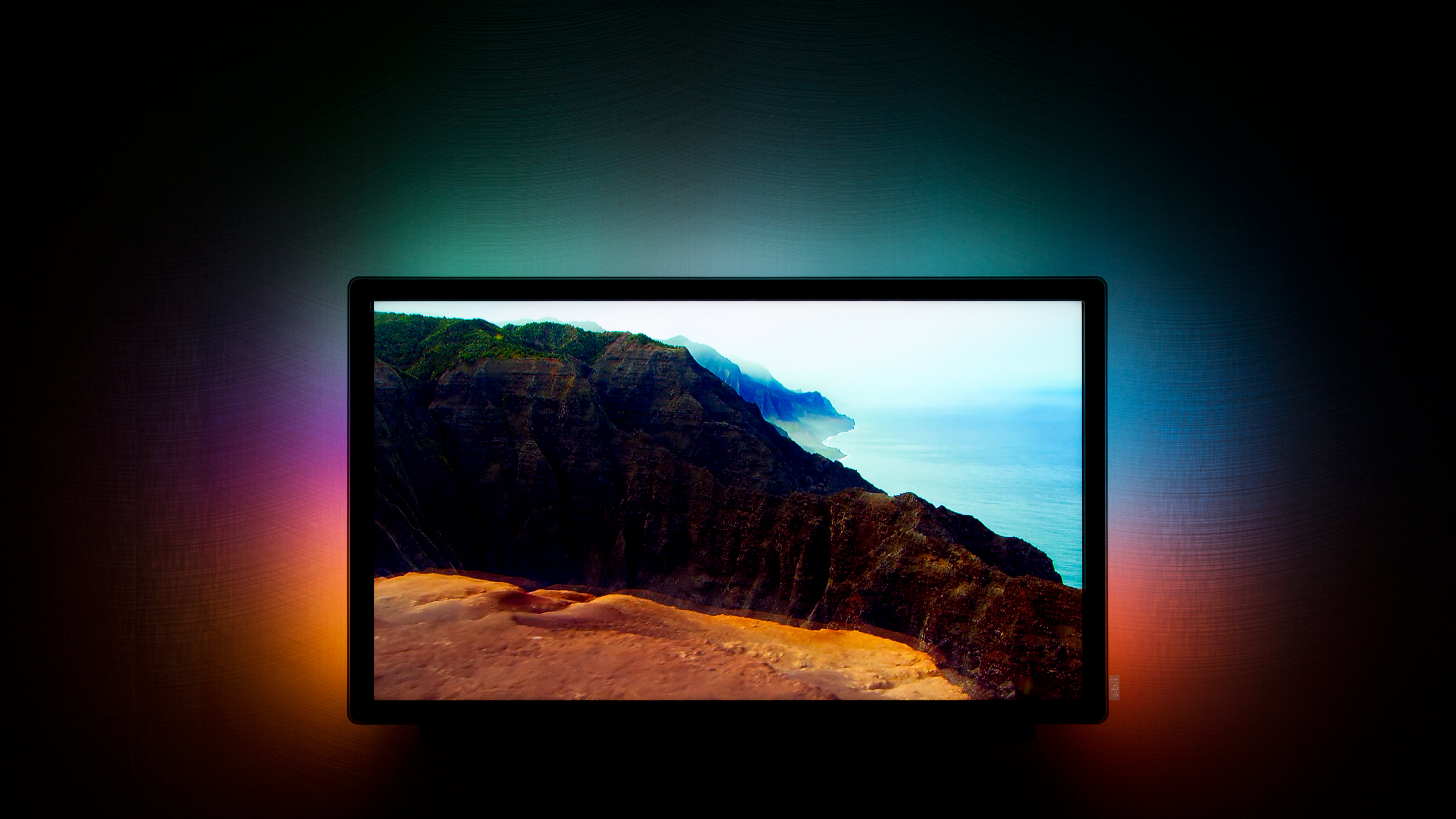
Un televisor con sistema Ambilight y la iluminación producida en la parte posterior.

Ambilight es un sistema de retroiluminación impuesto por Philips para la línea de sus televisores planos de plasma, LCD, OLED y OLED+. El Ambilight sirve para extender, por medio de luces LED dispuestas en los laterales del televisor, los colores de la imagen, consiguiendo un efecto más inmerso.
Ambilight es el resultado de un profundo estudio llevado a cabo sobre el modo en que las personas ven la televisión en casa. Entre los consumidores que probaron Ambilight, más del 70% opinaron que la iluminación alrededor del televisor contribuía a que la experiencia resultase más relajante y a que se mejorasen parámetros de la imagen tales como contraste, profundidad y viveza de los colores. Y el uso del color para la función Ambilight originaba una diferencia aún mayor. La SMTPE (Society of Television and Motion Picture Engineers) también recomienda las pantallas retroiluminadas para incrementar el rendimiento del televisor al máximo.
Ambilight es una tecnología diseñada para mejorar la experiencia visual y se puede utilizar con cualquier tipo de señal de televisión. Sea cual sea la fuente de la señal, la tecnología Ambilight analiza las señales entrantes y produce la luz lateral ambiental adecuada para el contenido que se está visualizando en la pantalla.
En 2013 la compañía Philips trasladó la tecnología Ambilight a los monitores de ordenador bajo el nombre de Ambiglow, siendo el modelo Gioco 278G4 3D, ganador del IF Design Award de ese año, el primer monitor de la marca en exhibir esta tecnología.